# Marsden (West Yorkshire)
Marsden – wieś w Anglii, w hrabstwie ceremonialnym West Yorkshire, w dystrykcie metropolitalnym Kirklees. Leży 34 km na południowy zachód od miasta Leeds i 263 km na północny zachód od Londynu. W 2001 miejscowość liczyła 3499 mieszkańców.